# Білик Антон Іванович
Антон Іванович Білик (27 квітня 1935, с. Гиньківці, нині Чортківського району Тернопільської області — 15 квітня 2024) — український господарник. Депутат Тернопільської обласної ради (від 2009).

## Життєпис
Закінчив Заліщицький радгосп-технікум (нині Заліщицький аграрний коледж), Львівський сільськогосподарський інститут.
По закінченні Заліщицького технікуму за направленням працював у с. Мужилів Підгаєцького району. Потім три роки військової служби в Азербайджані. Після армії повернувся в Іванівку Теребовлянського району, де почав працювати головним агрономом у місцевому колгоспі, а з 1973 року очолював колгосп до 2000 року. Після реформування господарства у ПАП «Іванівське» — його директор.
Був одружений, дружина Софія, виховав три доньки, мав шестеро онуків, п'ятеро з яких уже одружені, і троє правнуків.

## Відзнаки та нагороди
- Орден князя Ярослава Мудрого V ст. (25 червня 2016) — за значний особистий внесок у державне будівництво, соціально-економічний, науково-технічний, культурно-освітній розвиток України, вагомі трудові здобутки та високий професіоналізм[1]
- Заслужений працівник сільського господарства України (1993).
- Ордени
  - Леніна (1966),
  - Трудового Червоного Прапора (1972),
  - «Знак Пошани» (1977),
  - «За заслуги» ІІІ ступеня (1997), ІІ ступеня (2008), І ступеня[2] (2011),
  - Орден Святого Рівноапостольного князя Володимира Великого III ступеня (2012)[3].